# مديرية الغيضة
مديرية الغيضة إحدى مديريات محافظة المهرة وهي مركز محافظة المهرة يعيش فيها 28 ألف نسمه في عام 2025 . بلغ عدد سكانها 27404 نسمة عام 2004 وغالبية سكانها من قبائل المهرة

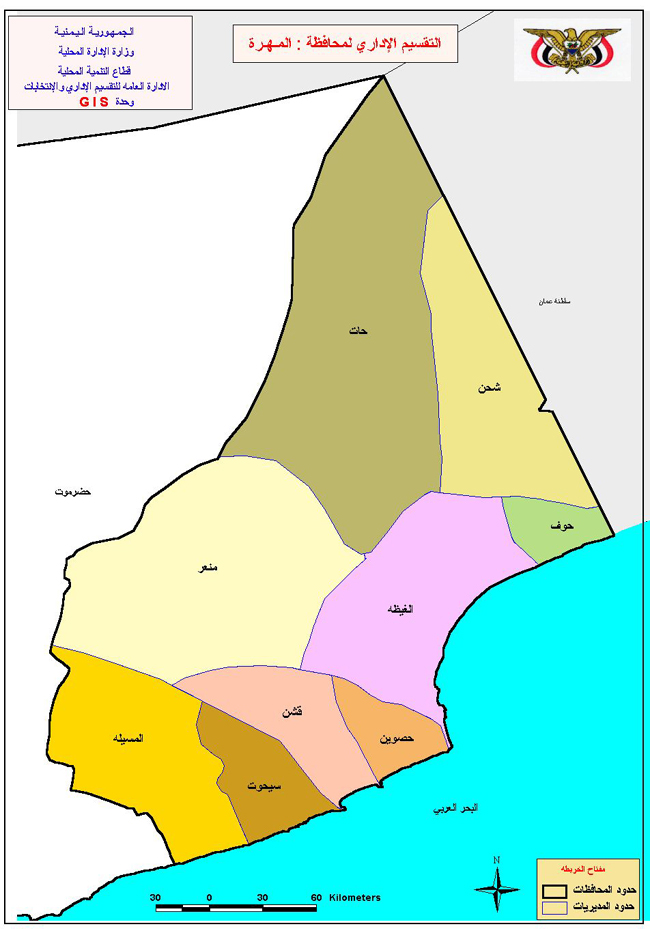
موقع مديرية الغيضة في محافظة المهرة